# انتخابات سراسری ۱۹۹۴ آفریقای جنوبی
انتخابات سراسری آفریقای جنوبی بین ۲۶ و ۲۹ آوریل ۱۹۹۴ برگزار شد. این انتخابات اولین انتخاباتی بود که شهروندان از هر نژادی مجاز به شرکت در آن بودند و بنابراین اولین انتخاباتی بود که با حق رای همگانی برگزار شد. این انتخابات تحت هدایت کمیسیون مستقل انتخابات (IEC) برگزار شد و نقطه اوج روند چهار ساله ای بود که به آپارتاید پایان داد.
میلیون‌ها نفر در یک رای‌گیری چهار روزه در صف ایستادند که در مجموع ۱۹۷۲۶۵۷۹ رای شمارش شد و ۱۹۳۰۸۱ رای باطل رد شد. همان‌طور که به‌طور گسترده انتظار می‌رفت، کنگره ملی آفریقا (ANC) که شامل کنگره اتحادیه‌های کارگری آفریقای جنوبی (COSATU) و حزب کمونیست آفریقای جنوبی بود، با کسب ۶۲ درصد آرا، تنها اندکی کمتر از دو سوم اکثریت مورد نیاز برای اصلاح یکجانبه قانون اساسی موقت بدست آورد، که پیروزی چشمگیری به حساب می‌آمد. درنهایت حزب اول انتخابات با حزب ملی و حزب آزادی اینکاتا، دو حزب دیگری که بیش از ۲۰ کرسی در مجلس ملی به دست آوردند، به همراه هم، دولت وحدت ملی را تشکیل دادند. حزب ملی کمی بیش از ۲۰ درصد رای بدست آورد و بنابراین واجد شرایط برای پست معاونت رئیس‌جمهوری رئیس حزب یعنی دکلرک بود. اولین اقدام مجلس ملی جدید انتخاب نلسون ماندلا به عنوان رئیس‌جمهور بود و او را به اولین رئیس اجرایی سیاه‌پوست کشور تبدیل کرد.
تاریخ ۲۷ آوریل در حال حاضر یک تعطیلات رسمی در آفریقای جنوبی است، که با نام روز آزادی نام گذاری شده‌است.